# Борский округ
Борский округ (серб. Борски управни округ) — округ в восточной части Сербии, относится к статистическому региону Южная и Восточная Сербия, находится на границе с Румынией и Болгарией.

## Административное деление
Территория округа поделена на 4 общины:
- Бор
- Кладово
- Майданпек
- Неготин

## Население
На территории округа проживает: 97 239 сербов (77,8 %), 13 313 влахов (10,7 %), 2244 цыган (1,8 %), 791 румын (0,6 %), 600 македонцев (0,5 %), 452 черногорцев (0,4 %) и другие народы (2011).

## Достопримечательности
В округе находится живописное водохранилище Борско-Езеро, обладающее высокой туристической привлекательностью.

## Известные уроженцы

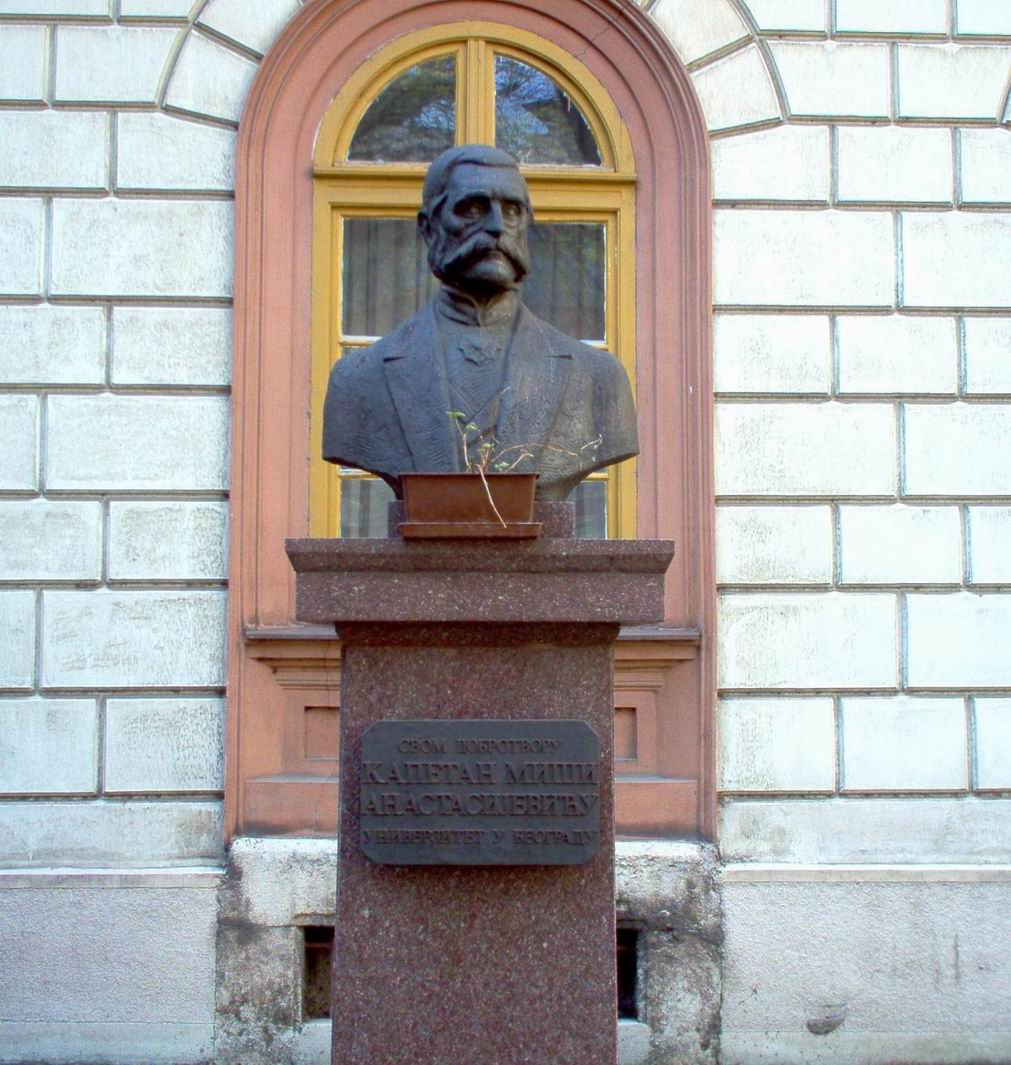
Миша Анастасиевич

- Миша Анастасиевич (1815-1885), второй богатейший человек в Сербии в XIX веке.